# Kangaroo court
Dans les pays anglophones, l'expression kangaroo court ou kangaroo tribunal (littéralement « tribunal kangourou ») désigne de façon ironique un tribunal autoproclamé ou non officiel qui ignore les normes reconnues du droit ou de la justice. Le terme français le plus usité dans ce cas est parodie de procès ou « parodie de justice ». 
La comparaison avec le kangourou vient du fait que le tribunal n'est pas indépendant et qu'il se trouve, tout comme le petit kangourou, dans la poche d'un plus grand qui le porte et l'influence, et parce que le tribunal ignore intentionnellement des faits en faveur d'une partie en sautant par-dessus ces faits, toujours à la manière d'un kangourou.

## Étymologie
Le terme kangaroo court est souvent considéré de manière erronée comme originaire d'Australie quand elle était une colonie pénitentiaire. La première attestation du terme date de 1853 aux États-Unis. Certaines sources suggèrent que l'expression a pu être popularisée durant la grande ruée vers l'or de 1849, en parallèle avec l'expression mustang court (« tribunal mustang »), en tant que description des procédures cavalières pour trancher les conflits de concessions d'orpaillage et de mines. Le terme est toujours d'usage courant en Grande-Bretagne, aux États-Unis, en Australie et en Nouvelle-Zélande et donne lieu à des caricatures satiriques.

## Dans la culture populaire
Portent cette désignation et font référence au concept :
- une chanson de Capital Cities[5] ;
- un court-métrage, nommé aux Oscars de 1995, du réalisateur Sean Astin[6].